# Kingsley's Adventure
Kingsley's Adventure es un videojuego de acción y aventura desarrollado y publicado por Psygnosis de manera exclusiva para PlayStation.

## Escenario
El jugador ha de explorar ciertas áreas del mundo del juego equipado con una espada y una ballesta (las cuales se irán mejorando a lo largo de la aventura). Kingsley «el joven caballero», un zorro espadachín, es enviado para proteger Fruit Kingdom del brujo Bad Custard. El juego comienza con una cinemática de un espectáculo de marionetas donde se muestra cómo Fruit Kingdom es atacado, y luego aparece Kingsley, el personaje principal que el jugador controla. Esta escena, junto con la del final y la de «fin del juego», constituyen las únicas cinemáticas en todo el juego.

## Recepción
Kingsley's Adventure recibió un promedio de críticas y reseñas positivas. Cal Nguyen calificó al juego con 3.5 estrellas de 5 en AllGame, acotando que «Kingsley's Adventure es un videojuego que pone a prueba la paciencia de las personas pero, sobre todo, tiene una buena premisa orientada a los chicos y a las familias, con una atractiva historia y un todavía más atractivo personaje principal. Para los fans de Crash Bandicoot y otros frikis de los plataformeros de acción y aventura, esto definitivamente vale la pena probar.» 